# Fosas circulares

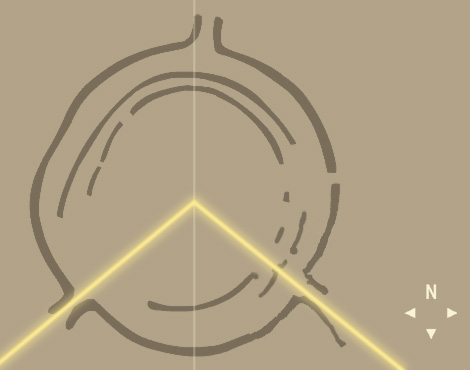
Esquema de la estructura del círculo de Goseck, con indicación de la dirección de la salida y la puesta de sol en el solsticio de invierno

Culturas arqueológicas de la Europa neolítica a finales del V milenio a. C. Las culturas centroeuropeas asociadas con círculos (lengyel, cerámica de punzón, Rössen) están indicadas en amarillo.

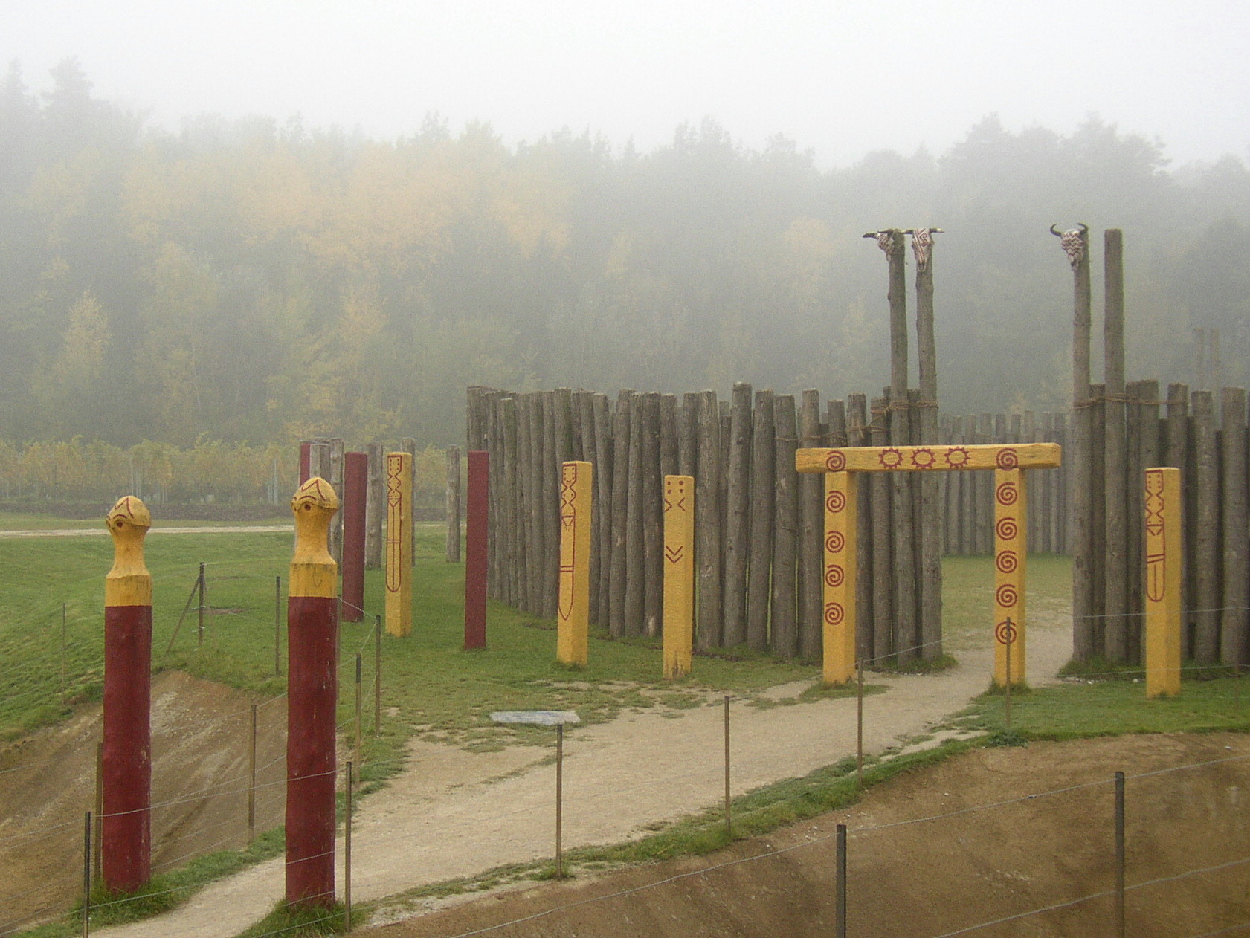
Reconstrucción de fosas circulares en Heldenberg, Baja Austria

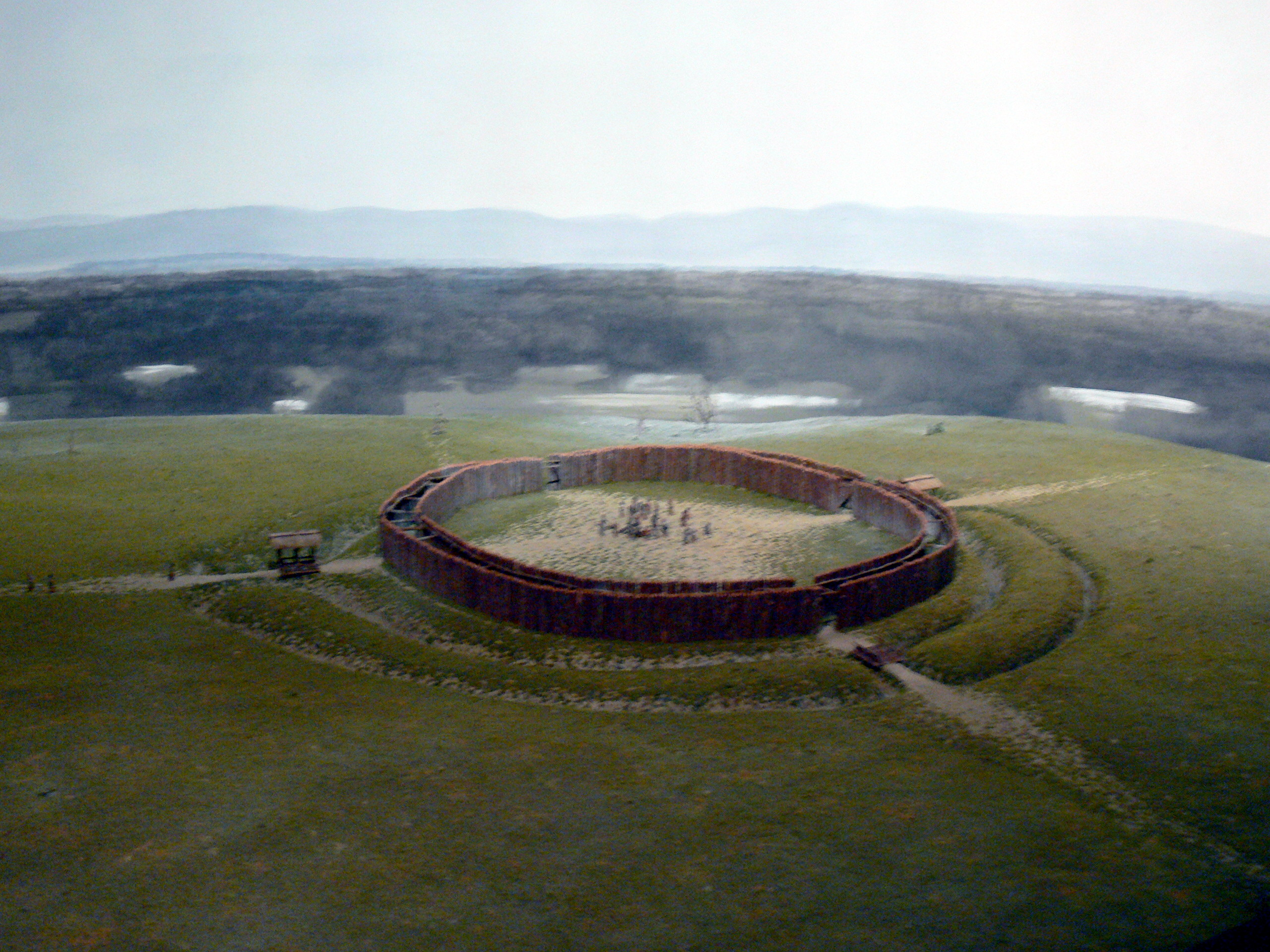
Reconstrucción (modelo) del círculo Künzing-Unternberg, Museo Quintana, Künzing, Baja Baviera.

Las fosas circulares son unas obras de tierra en forma de cercado, neolíticas, que en número de aproximadamente 120–150 se conocen en Europa Central. 
Se les llama Kreisgrabenanlagen  ("recintos excavados circulares") en alemán) o alternativamente, en inglés, roundels (o "rondeles"; en alemánRondelle; a veces también rondeloid ("rondeloides") pues muchos no son circulares ni siquiera por aproximación. En su mayor parte, se encuentran en las cuencas de los ríos Elba y Danubio, en lo que actualmente es Alemania, Austria, República Checa, Eslovaquia, así como en partes próximas de Hungría y Polonia,  en una franja de tierra centroeuropea de alrededor de 800 km (500 mi) de largo.
Datan de la primera mitad del V milenio a. C.; se relacionan con la cultura de la cerámica de bandas y sus sucesores locales, las culturas de cerámica ornamentada con punzón (Danubio medio) y lengyel (cerámica pintada moravia). El ejemplo más conocido y antiguo es el círculo de Goseck, erigido hacia el 4900 a. C.
Solo unos pocos ejemplos se acercan a la forma circular. La mayoría son solo aproximadamente circulares o elípticas. Un ejemplo en Meisternthal es una elipse exacta con puntos focales identificables. 
La distribución de estas estructuras parece sugerir una difusión desde el Danubio medio (Eslovaquia meridional y Hungría occidental) hacia el oeste (Baja Austria, Baja Baviera) a lo largo del Danubio y hacia el noroeste (Moravia, Bohemia, Sajonia-Anhalt) siguiendo el Elba. 
Preceden a los recintos similares, en tierra o en madera, de forma comparablemente circulares, conocidos en la isla de Gran Bretaña y la de Irlanda, construidos mucho tiempo después, h. 3000 a 1000 a. C. (neolítico tardío a la Edad del Bronce). Pero, contrastando con la larga vida de la cultura "megalítica", el período durante el cual se usaron estos círculos es sorprendentemente breve, durando solo alrededor de 200–300 años (aproximadamente de los siglos XLIX a XLVII a. C.).
El círculo más antiguo descrito fue el de Krpy (Kropáčova Vrutice), Bohemia,  por Woldřich en 1886, pero fue solo con una investigación aérea sistemática realizada en los años 1980 y 1990 que su ubicuidad en la región se hizo aparente. 
Se han distinguido tres tipos de recintos o fosas:
- Dos fosas semicirculares formando un círculo y separadas por pasos en entradas opuestas.
- Múltiples circuitos de fosas interrumpidas con entradas en puntos cardinales u orientados astronómicamente, y teniendo también una empalizada de madera interna, simple o doble.
- Una simple fosa en anillo.

Se interpretan estas estructuras como algo que servía a un propósito cultural. La mayor parte de ellos están alineados y parecen haberse empleado como un calendario  (Kalenderbau), en el contexto de arqueoastronomía a veces apodados "observatorio", con aberturas alineadas con la salida del sol y el ocaso en los solsticios. Esto es lo que ocurre con las "puertas" o aberturas de los círculos de Quenstedt, Goseck y Quedlinburg. 
La determinación observacional del tiempo del solsticio no tendría ningún propósito agrícola aparente, pero podría usarse para mantener un calendario lunisolar (por ejemplo, el conocimiento de la fecha del solsticio permite manejar de manera apropiada los meses intercalares).
Recintos o fosas circulares conocidos son:
- Eslovaquia (Ivan Kuzma 2004): alrededor de 50 yacimientos candidatos a partir de vistas aéreas, no todos ellos se espera que daten del neolítico. Se conocen 15 sitios neolíticos (Lengyel). El mayor de ellos son (con perímetros exteriores de más de 100 m):  Svodín 2 (140 m), Demandice (120 m), Bajtava (175 m), Horné Otrokovce (150 m), Podhorany-Mechenice (120 m), Cífer 127 m, Golianovo (210 m), Žitavce (145 m), Hosťovce (250–300 m), Prašník (175 m). Otros: Borovce, Bučany, Kľačany, Milanovce, Nitrianský Hrádok, Ružindol-Borová
- Hungría: Aszód, Polgár-Csőszhalom, Sé, Vokány, Szemely-Hegyes.
- República Checa (Jaroslav Ridky 2004): 15 sitios conocidos, dotos datan de la cerámica a punzón (Stk IVA), Běhařovice, Borkovany, Bulhary, Krpy, Křepice, Mašovice, Němčičky, Rašovice, Těšetice,[5] Vedrovice.
- Austria (Doneus et al. 2004): 47 sitios conocidos con diámetros entre 40 y 180 m. 
  - Baja Austria:[6] Asparn an der Zaya, Altruppersdorf, Altruppersdorf, Au am Leithagebirge, Friebritz (2 yacimientos), Gauderndorf,  Glaubendorf (2 yacimientos), Gnadendorf, Göllersdorf, Herzogbirbaum, Hornsburg, Immendorf, Kamegg, Karnabrunn, Kleedorf, Kleinrötz, Michelstetten, Moosbierbaum, Mühlbach am Manhartsberg, Oberthern, Perchtoldsdorf, Plank am Kamp, Porrau, Pottenbrunn, Pranhartsberg, , Puch, Rosenburg, Schletz, Simonsfeld, Statzendorf, Steinabrunn, Stiefern, Straß im Straßertale, Strögen, Velm, Wetzleinsdorf, Wilhelmsdorf, Winden, Würnit.
  - Alta Austria: Ölkam.
- Polonia (Wielkopolska):  Biskupin, Bodzów, Rąpice.
- Alemania:
  - Sajonia-Anhalt (Ralf Schwarz 2004): Quenstedt, Goseck, Kötschlitz, Quedlinburg, diámetros exteriores entre 72 y 110 m.
  - Sajonia: Dresden-Nickern (3 yacimientos), Eythra (2 yacimientos), Neukyhna (3 yacimientos)
  - Baviera:
    - Baja Baviera: Eching-Viecht, Künzing-Unternberg, Meisternthal, Moosburg an der Isar-Kirchamper, Oberpöring-Gneiding, Osterhofen-Schmiedorf (2 yacimientos), Stephansposching[7] Wallerfing-Ramsdorf, Zeholfing-Kothingeichendorf;
    - Alta Baviera: Penzberg[8]

  - Renania del Norte-Westfalia: Borchum-Harpen, Warburg-Daseburg.
  - Franconia: Hopferstadt,[9] Ippesheim
  - Brandemburgo: Bochow, Quappendorf
  - Renania-Palatinado: Goloring